# Адам Бременский

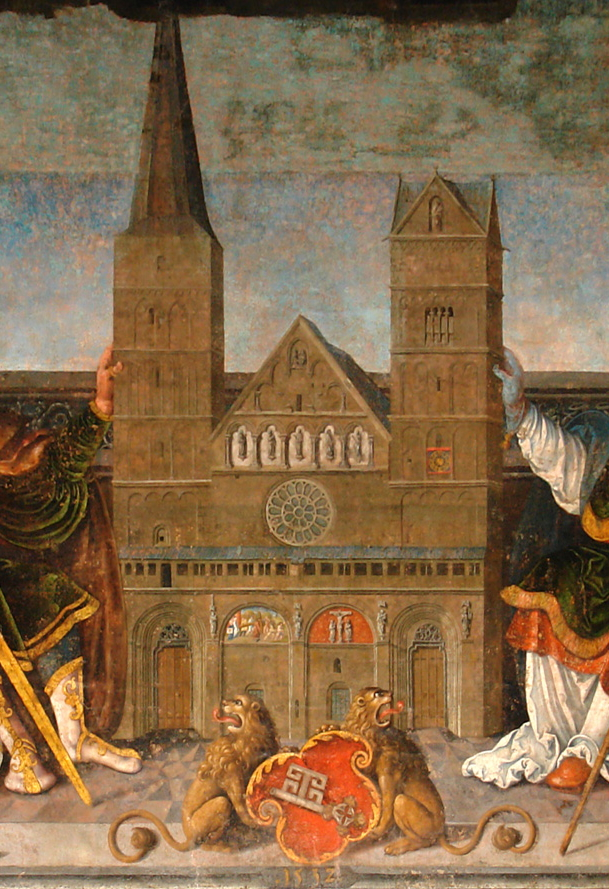
Кафедральный Бременский собор Святого Петра. Деталь фрески Бартоломеуса Брейна в главном зале Бременской ратуши (1532)

Адам Бременский (нем. Adam von Bremen, лат. Adamus Bremensis; умер после 1081 года, возможно, 12 октября 1085) — северогерманский хронист и схоластик, каноник кафедрального Бременского собора и глава церковной школы при нём.

## Биография

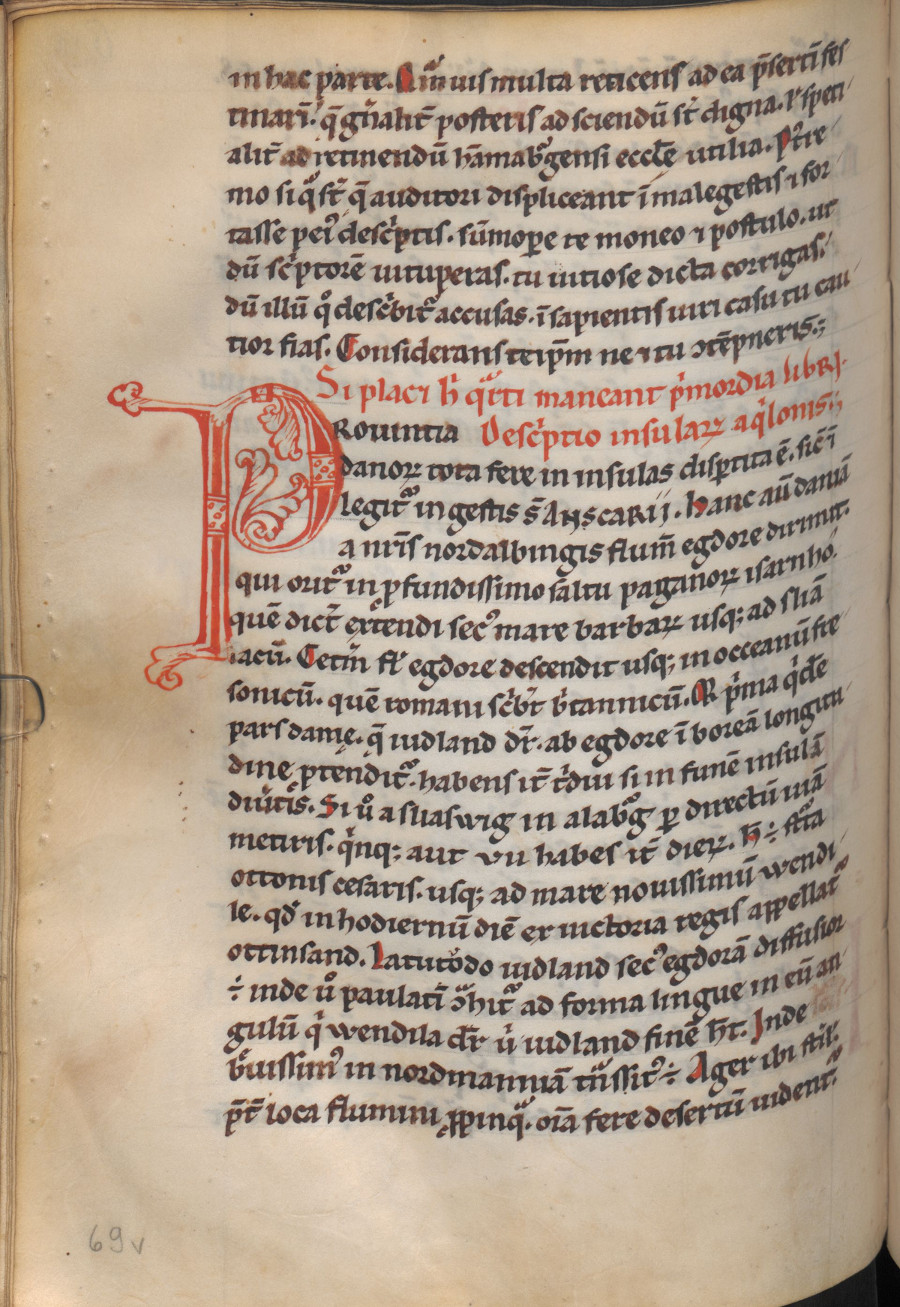
Лист рукописи «Деяний архиепископов Гамбургской церкви» Адама Бременского XIII в. Австрийская национальная библиотека

Год и место рождения, а также социальное происхождение Адама Бременского до сих пор точно не установлены. Предполагают, что он был выходцем из Франконии, родился в окрестностях Вюрцбурга и учился в соборной школе Бамберга. По другим данным, родился в Майсене (Саксония) и обучался при кафедральном соборе Магдебурга. Около 1067 года, будучи, по его собственным словам, довольно молодым, он вызван был архиепископом Адальбертом из Верхней Саксонии в Бремен, где стал каноником и возглавил местную соборную школу.
В местных документах впервые упоминается как преподаватель (лат. magister scholarum) под 11 июня 1069 года. В начале 1070-х годов совершил поездку ко двору датского короля Свена II Эстридсена (1047—1076), пользовавшегося репутацией знатока истории и географии северных земель. В документах Бременской церкви датой смерти Адама указывается 12 октября, но при этом не приводится год. Называют различные даты, от 1076-го до 1085 года. Похоронен был в монастыре в Рамельсло (н.-нем.) близ Гамбурга, в посаженной им самим роще.

## «Деяния архиепископов Гамбургской церкви»
Его сочинение «Деяния архиепископов Гамбургской церкви» (лат. Gesta Hammaburgensis ecclesiae pontificum) было написано около 1075/76 года на латинском языке, в 4-х книгах. В нём излагается история Гамбургского архиепископства, начиная с основания его в 788 году до смерти в 1072 году архиепископа Адальберта. «Деяния» писались Адамом на основании более ранних источников, в том числе несохранившихся, а также документов архива Гамбург-Бременской епархии, и заключают в себе ценные сведения по истории народов Северной Европы, германцев, скандинавов, славян и балтов. Часть сведений была получена им во время пребывания в Дании из уст короля Свена II Эстридсена, который упоминается во второй книге хронике в качестве ещё здравствующего монарха. Сочинение посвящено было преемнику Адальберта архиепископу Лимару (1072—1101) и отличается ясным языком и достоверностью, с удачным подражанием литературному слогу античных классиков, в том числе Цицерону, Саллюстию, Вергилию, Лукану, Солину, Марциану Капелле и Павлу Орозию.
Первые две книги «Деяний» содержат изложение истории Гамбургско-Бременской епархии до 1043 года. Третья книга целиком охватывает правление и миссионерскую деятельность архиепископа Адальберта, четвёртая же, носящая заглавие Descriptio insularum Aquilonis и завершённая примерно в 1075 году, посвящена географии, народам и обычаям Скандинавии, а также новейшим для хрониста, всецело поддерживавшего христианизацию северян, известиям об успехах в ней проповедников. Поскольку северные земли в те времена только осваивались миссионерами, четвёртая книга, несомненно, составлялась с целью вдохновления и направления их будущих последователей, а её детальные описания делают её одним из важнейших источников о дохристианской Скандинавии.
Хроника Адама Бременского стала первым в Европе сочинением, в котором, помимо Исландии и Гренландии, упоминается открытая викингами земля Винланд (глава 38), которая много веков спустя будет определена как остров Ньюфаундленд у побережья Канады или же местность на территории современного американского штата Массачусетс.
Историческое сочинение Адама впервые напечатано было в 1579 году в Копенгагене придворным проповедником и историком Андерсом Сёренсеном Веделем. В 1595 и 1609 годах оно выпущено было в Гамбурге учёным каноником Эрпольдом Линденброгом, а в 1670 году напечатано в Хельмштадте историком Иоахимом Иоганном Мадером. Комментированное научное издание было подготовлено в 1846 году Иоганном Мартином Лаппенбергом в Ганновере для «Monumenta Germaniae Historica» (Scriptores, VII, 267—293), и там же в 1876 году переиздано. Этим изданием пользовался Йозеф М. Лаурент для перевода «Деяний» на немецкий язык (Берлин, 1850 г.).
Публикации «Деяний архиепископов Гамбургской церкви»:
- Magistri Adam Bremensis. Gesta Hammaburgensis ecclesiae pontificum. Hrsg. von B. Schmeidler. — Editio tertia. — Hannover; Leipzig, 1917. — (Scriptores rerum Germanicarum in usum scholarum ex Monumentis Germaniae Historicis separatim editi).
- Адам Бременский. Деяния архиепископов гамбургской церкви / Латиноязычные источники по истории Древней Руси. Германия. IX—первая половина XII вв. — М.;Л.: Наука, 1989. — (Древнейшие источники по истории Восточной Европы).
- Адам Бременский. Деяния архиепископов Гамбургской церкви / Пер. И. В. Дьяконова // Адам Бременский, Гельмольд из Босау, Арнольд Любекский. Славянские хроники. — М.: SPSL; Русская панорама, 2011. — (MEDIÆVALIA: средневековые литературные памятники и источники). — С. 7—150. — ISBN 978-5-93165-201-6.
- Адам Бременский. Деяния архиепископов Гамбургской церкви // Немецкие анналы и хроники X—XI столетий / Перев. И. В. Дьяконова и В. В. Рыбакова. — М.: Русский Фонд Содействия Образованию и Науке, 2012. — С. 297—449. — ISBN 978-5-91244-065-6.